# Stay (Shakespears Sister)
Stay är en låt av Shakespears Sister, släppt som singel i januari 1992. Singeln nådde förstaplatsen på UK Singles Chart, Irish Singles Chart och Sverigetopplistan. Musikvideon regisserades av Sophie Muller.